# 8. BAFTA-gála
A 8. BAFTA-gálát 1955. március 10-én tartották, melynek keretében a Brit film- és televíziós akadémia az 1954. év legjobb filmjeit és alkotóit díjazta.

## Díjazottak és jelöltek
(a díjazottak félkövérrel vannak jelölve)

### Legjobb film
Hobson lányai

 A félelem bére
- Robinson Crusoe kalandjai
- Zendülés a Caine hadihajón
- Carrington V.C.
- Megosztott szív
- Doctor in the House
- Vezetői lakosztály
- For Better, for Worse
- Jigokumon
- Hogyan fogjunk milliomost?
- The Maggie
- The Moon is Blue
- Rakparton
- Kenyér, szerelem, fantázia
- Bíborsivatag
- Hátsó ablak
- Riot in Cell Block 11
- Rómeó és Júlia
- Hét menyasszony hét fivérnek
- The Young Lovers

### Legjobb elsőfilmes
David Kossoff – The Young Lovers
- Maggie McNamara – The Moon is Blue
- Eva Marie Saint – Rakparton

### Legjobb brit főszereplő
Kenneth More – Doctor in the House
- Maurice Denham – Bíborsivatag
- Robert Donat – Lease of Life
- John Mills – Hobson lányai
- David Niven – Carrington V.C.
- Donald Wolfit – Svengali

### Legjobb brit női főszereplő
Yvonne Mitchell – Megosztott szív
- Brenda De Banzie – Hobson lányai
- Audrey Hepburn – Sabrina
- Margaret Leighton – Carrington V.C.
- Noelle Middleton – Carrington V.C.

### Legjobb külföldi férfi főszereplő
Marlon Brando – Rakparton
- Neville Brand – Riot in Cell Block 11
- José Ferrer – Zendűlés a Caine hadihajón
- Fredric March – Vezetői lakosztály
- James Stewart – Glenn Miller élete

### Legjobb külföldi nőifőszereplő
Cornell Borchers – Megosztott szív
- Shirley Booth – About Mrs. Leslie
- Judy Holliday – A válás
- Grace Kelly – Gyilkosság telefonhívásra
- Gina Lollobrigida – Kenyér, szerelem, fantázia

### Legjobb brit forgatókönyv
The Young Lovers – George Tabori, Robin Estridge
- Megosztott szív – Jack Whittingham
- Doctor in the House – Nicholas Phipps
- Hobson lányai – David Lean, Norman Spencer, Wynyard Browne
- Monsieur Ripois – Hugh Mills, René Clément
- The Maggie – William Rose
- Bíborsivatag – Eric Ambler
- Rómeó és Júlia – Renato Castellani

### Legjobb animációs film
Arie Prerie
- Little Brave Heart
- Power To Fly
- The Unicorn In The Garden

### Legjobb dokumentumfilm
Det Stora Äventryret
- Back Of Beyond
- Lekko!
- 3-2-1-Zero
- Thursday's Children

### Legjobb speciális film
A Time out of War
- Doderhultarn
- Coal Mining As A Craft Part 1
- Powered Flight: The Story of the Century
- The Living Desert
- The Drawings Of Leonardo Da Vinci

### Egyesült Nemzetek-díj az ENSZ Alapokmányának egy vagy több elvét bemutató filmnek
Megosztott szív
- A Time out of War